# Serranópolis
Serranópolis là một đô thị thuộc bang Goiás, Brasil. Đô thị này có diện tích 5526,526 km², dân số năm 2007 là 7223 người, mật độ 1 người/km².